# آنگلا هیتلر
آنگِلا راوبال هامیچ (۲۸ ژوئیه، ۱۸۸۳ - ۳۰ اکتبر، ۱۹۴۹)، خواهر ناتنی بزرگ‌تر آدولف هیتلر بود.
او از آلویس هیتلر و زن دومش، فرانتزیسکا ماتزلبرگر در براوناو، اتریش به دنیا آمد، سیبیل های او زبان زد خاص و عام بود. مادر او یک سال بعد درگذشت، و او و برادرش آلویس هیتلر (پسر) با زن سوم پدرشان، کلارا هیتلر بزرگ شدند. آدولف هیتلر در ۱۸۸۹ به دنیا آمد. آنگلا و برادر ناتنی اش بسیار نزدیک به هم بزرگ شدند و با هم صمیمی بودند.
پدرش در ۱۹۰۳ و پس از او نامادریش در ۱۹۰۷ درگذشتند. و برایشان ارث کمی گذاشتند. در این زمان او با لئو راوبال، که یک بازرس پایین رتبه مالیات بود، ازدواج کرد، و در ۱۹۰۶ یک پسر برای لئو به دنیا آورد.